# Einsatz (Spiel)
Ein Einsatz (oder Spieleinsatz; englisch stake) ist die vor Beginn eines Spiels von einem Spieler in Geld oder Sachwerten zu erbringende Leistung.

## Allgemeines
Der Einsatz ist in der Entscheidungstheorie, Informationstheorie, Spieltheorie und Spieleindustrie von großer Bedeutung. Durch den Spieleinsatz werden dem Spieler Gewinnchancen eröffnet. Der Spieleinsatz in einem Spiel folgt taktischen Überlegungen, die voraussetzen, dass ein Spieler das Verhalten der anderen Spieler antizipieren kann. Der Spieleinsatz ist alles, was der Spielgast aus eigenen Mitteln für sein Spielvergnügen aufwenden muss. Er kann insbesondere aus zuvor vereinnahmten Gewinnen, aus Kartenguthaben oder durch die Entrichtung von Eintrittsgeldern – wenn durch sie das Spielvergnügen ermöglicht wird – entrichtet werden. Der Spieleinsatz dient letztlich der Finanzierung des Gewinnes, der über die Ausschüttungsquote an die Gewinner zurückfließt.

## Arten
Unterschieden werden kann danach, ob der Spieleinsatz aufgrund eines Vertrages fällig wird oder sich aus der Übung ergibt:
- Ein vertraglicher Spieleinsatz führt zur vorherigen Zahlungspflicht bei allen öffentlich veranstalteten Glücksspielen (Lotto, Oddset, Rennwette, Toto), Glücksspielautomaten, Losen, gewerblichen Onlinespielen und in der Spielbank (Baccara, Black Jack, Roulette). Der Staat hat ein Glücksspielmonopol.
- Übung: Bei privat veranstalteten Kartenspielen kann – aber muss nicht – ein Einsatz geleistet werden; zur Klärung sind die Spielregeln vorher abzustimmen. Hierzu gehören anderem Poker, Rommé, Sechsundsechzig, Siebzehn und Vier, Skat, Tempeln oder Würfelspiele. Ein Spieleinsatz erhöht die Motivation der Spieler, denn bei einem Sieg winkt der geldliche Spielgewinn.

Das Lotto zeichnet sich als das einzige Glücksspiel mit der höchsten Differenz zwischen Spieleinsatz und Gewinnsumme aus. Bei Lotterien löst der Spieleinsatz die Lotteriesteuer aus. Der Spieleinsatz wird entrichtet in Gestalt des Münzeinwurfs in ein Spielgerät, Barzahlung oder durch Zahlungskarten an den Spielveranstalter. Beim Strip-Poker besteht der Spieleinsatz aus Sachwerten (Kleidung).

## Einsatz und Spiele
Ein Spiel ist eine Tätigkeit, die zum Vergnügen, zur Entspannung, allein aus Freude an ihrer Ausübung, aber auch als Beruf ausgeführt werden kann. Zur Teilnahme an einem Spiel ist nicht immer ein Spieleinsatz erforderlich. Spiele enden oft mit einem Sieger, der gegebenenfalls einen Preis erhält.

### Glücksspiele
In Deutschland bestimmt §3 Abs. 1 Glücksspielstaatsvertrag (GlüStV):
„Ein Glücksspiel liegt vor, wenn im Rahmen eines Spiels für den Erwerb einer Gewinnchance ein Entgelt verlangt wird und die Entscheidung über den Gewinn ganz oder überwiegend vom Zufall abhängt. Die Entscheidung über den Gewinn hängt in jedem Fall vom Zufall ab, wenn dafür der ungewisse Eintritt oder Ausgang zukünftiger Ereignisse maßgeblich ist. Auch Wetten gegen Entgelt auf den Eintritt oder Ausgang eines zukünftigen Ereignisses sind Glücksspiele.“ Ob ein Glücksspiel im Sinne des § 3 Abs. 1 GlüStV vorliegt, beurteilt sich nach den durchschnittlichen Fähigkeiten eines Spielers; unerheblich ist, ob professionelle Spieler oder geübte Amateure, die sich gegebenenfalls auch Lehrbuchwissen angeeignet haben, ihre Erfolgschancen steigern können.
Der Zufall wird durch „Zufallsgeneratoren“ bestimmt wie Spielkarten, Roulettekugeln, Spielwürfeln oder programmierten Zufallsmechanismen in Geldspielautomaten. Sie haben gemeinsam, dass sich die Eintrittswahrscheinlichkeit der einzelnen Ereignisse ex ante mit Hilfe der Stochastik exakt spezifizieren lässt. Werden also Karten- oder Würfelspiele gegen Spieleinsatz gespielt wie bei Poker oder Skat, liegt ein Glücksspiel vor. „Das Pokerspiel ist nach seinem Gegenstand grundsätzlich zufallsabhängig und in diesem Sinne Glücksspiel“.

### Geschicklichkeitsspiele
Geschicklichkeitsspiele sind nicht vom Zufall, sondern überwiegend oder ausschließlich von der Geschicklichkeit des Spielers abhängig. Ist ein Spieler in der Lage, mit seinen Fähigkeiten das Spielergebnis so stark zu beeinflussen, dass der Zufall nicht mehr überwiegt, liegt ein Geschicklichkeitsspiel vor. Typisches Beispiel ist der Flipperautomat, bei dem als Spielgewinn ausschließlich Freispiele vorgesehen sind. Schach hängt ebenso von der Geschicklichkeit ab, welche Züge letztlich zum Sieg führen sollen. Das meist als Trickbetrug gespielte Hütchenspiel wird ausschließlich von der Geschicklichkeit des Hütchenspielers beeinflusst. Skat ist bei Anwendung der Altenburger Skatregeln ein Geschicklichkeitsspiel; es kann aber den Charakter eines Glücksspiels annehmen, wenn es mit wenigen Spielern (Preisskat) und ungleichen Teilnehmern veranstaltet wird.
Dieser Übergang zwischen Glücks- und Geschicklichkeitsspiel wird als „Mischspiel“ bezeichnet, wenn um Geld gespielt wird. Hierzu gehören neben Preisskat auch Backgammon und einige Arten des Poker (Texas Hold’em, Draw Poker, Stud Poker).

### Gewinnspiele
Gewinnspiele im Sinne des § 8a Rundfunkstaatsvertrag sind nur solche Spiele, bei denen die Spieler mit ihren Fähigkeiten eine gestellte Aufgabe lösen müssen, was im Regelfall nicht zufallsabhängig ist. Sie können allerdings auch zufallsabhängige Spiele sein. Nach § 2 Gewinnspielsatzung der Landesmedienanstalten liegt ein Gewinnspiel vor, wenn den Nutzern des Programmangebots im Fall der Teilnahme die Möglichkeit auf den Erhalt eines Vermögenswertes geboten wird. Das schließt zufallsabhängige Spiele ein. Ein Spieleinsatz ist nicht erforderlich, denn als „unentgeltlich“ werden auch Gebühren in Höhe einer Postkarte angesehen. Die Nutzer müssen sich vorher mit den Teilnahmebedingungen einverstanden erklären.

## Funktion des Spieleinsatzes
Der Spieleinsatz dient der Finanzierung der Gewinnausschüttungen, teilweise auch als Gewinn des Veranstalters (Bankvorteil in der Spielbank). Es kann also nur so viel Gewinn ausgeschüttet werden wie an Einsätzen vereinnahmt wurde. Das Glücksspiel beruht auf den mathematischen Disziplinen der Spieltheorie und der Wahrscheinlichkeitsrechnung. Letztere hilft, Gewinnchancen auszurechnen, während in der Spieltheorie die Spiele als Modelle fungieren, auf deren Grundlage interaktive ökonomische Prozesse in Abhängigkeit von getroffenen Entscheidungen untersucht werden.
Beim Poker wird der spieltypische Bluff über eine Erhöhung des Spieleinsatzes gesteuert. Ein Teilnehmer kann aussteigen, wenn er mit dem Spieleinsatz anderer nicht mithalten kann oder will. Der Gewinner erhält die Spieleinsätze aller anderen Teilnehmer.
Der gesetzlich begrenzte Spieleinsatz bei Spielautomaten darf gemäß § 13 Nr. 1 SpielV nur in Euro oder Cent erfolgen; ein Spiel beginnt mit dem Einsatz, setzt sich – nach festgelegter Spieldauer – mit der Bekanntgabe des Spielergebnisses fort und endet mit der Auszahlung des Gewinns beziehungsweise der Vereinnahmung des Einsatzes.

## Wirtschaftliche Aspekte
Die ökonomischen Aspekte bei Spieleinsätzen sind signifikant. In vielen Kulturen hat der spielende Mensch (lateinisch Homo ludens) eine Spielkultur entwickelt, die finanzielle Auswirkungen hat. Spieleinsätze mindern das Einkommen und/oder Vermögen der meisten Spieler, bei sehr wenigen Gewinnern erhöht der Spielgewinn beide ökonomischen Größen. Ein Spielgewinn liegt allerdings erst vor, wenn dieser den Spieleinsatz übersteigt. Ein Verlust tritt entsprechend für einen Spieler ein, wenn der Spielgewinn niedriger ausfällt als die getätigten Einsätze (§ 13 Nr. 4 SpielV). Außerdem führen Einsätze über Steuern (Lotteriesteuern, Spielbankabgaben, Vergnügungsteuern) zu Steuereinnahmen des Staates.
Glücksspiele sind ein bedeutender Wirtschaftsfaktor. Im Jahr 2003 gab es in Deutschland folgende Umsätze aus Spieleinnahmen:
| Glücksspielart                                | Umsätze in Mrd. Euro |
| --------------------------------------------- | -------------------- |
| Spielbanken                                   | 11,1                 |
| Deutscher Lotto- und Totoblock                | 08,26                |
| Gaststätten/Spielhallen                       | 05,78                |
| Klassenlotterie                               | 00,52                |
| Kreditinstitute (Prämiensparen, Gewinnsparen) | 00,48                |
| Deutsche Fernsehlotterie                      | 00,44                |
| Pferdewetten                                  | 00,19                |
| Gesamtumsatz                                  | 27,54                |

Die Zahlungsbereitschaft des Spielers für einen bestimmten Spieleinsatz kann am Erwartungswert hinsichtlich des maximal möglichen Gewinns orientiert werden. Die Höhe des Spieleinsatzes hängt auch von der Risikoeinstellung des Spielers ab. Das Sankt-Petersburg-Paradoxon des Daniel Bernoulli aus 1738 beschreibt eine Situation, in der ein Spieler über unendlich viel Geld verfügt, weshalb es für ihn keinen Sinn macht, überhaupt zu spielen. Denn er hätte einen unendlich hohen Erwartungswert, der mit einem unendlich hohen Spielgewinn verbunden sein müsste. Das Paradoxon zeigt, dass der Erwartungswert als Entscheidungsregel problematisch ist, weil er von einer Risikoeinstellung ausgeht, die dem wirklichen Entscheidungsverhalten von Entscheidungsträgern nicht entspricht. Der risikofreudige Spieler ist bereit, bei einem sinkenden Erwartungswert einen höheren Spieleinsatz zu wagen, während der risikoaverse Spieler bei gleichbleibendem Erwartungswert einen geringeren Spieleinsatz bevorzugen würde.
Ein Spieler hat bei der Entrichtung eines Spieleinsatzes die Motivation, einen (über den Einsatz hinausgehenden) Gewinn zu erzielen. Der Reiz liegt nicht zu sehr am Spiel, sondern in der Gewinnchance. Bei Spielsucht besteht allerdings eine Unfähigkeit des Spielers, dem Impuls zum Glücksspiel oder Wetten zu widerstehen, auch wenn dies gravierende Folgen im persönlichen, familiären oder beruflichen Umfeld nach sich ziehen könnte. Die Rationalität des Homo oeconomicus scheint jedenfalls bei Glücksspielen nicht vorhanden zu sein.
Umstritten ist, ob öffentliche Glücksspiele eine Dienstleistung sind und die Spieleinsätze einen Marktpreis darstellen. Jedenfalls ist es für die Preisbildung unerheblich, ob der Spieleinsatz staatlich diktiert wird; dann handelt es sich im Gegensatz zu einer Literaturmeinung um einen administrierten Preis. Darüber hinaus spricht vieles dafür, Glücksspiele als marktfähige Dienstleistung einzuordnen, zumal ein Markt (Glücksspielmarkt) sowie Marktteilnehmer (Spieler und Veranstalter) vorhanden sind.